# Transducin
Transducin (ili ) je heterotrimerni G protein koji je prirodno izražen u retini kičmenjaka. Različiti tipovi transducinskog gena su izraženi u pojedinim ćelijskim tipovima mrežnjače (štapići i piramide).

## Mehanizam dejstva
Heterotrimerni transducin (alfa-beta-gama podjedinice) je aktiviran konformacionom promenom rodopsina usled apsorpcije fotona pomoću rodopsinove aktivne grupe retinala. Aktivacija uzrokuje da se GDP vezan za alfa podjedinicu zameni za GTP iz rastvora, i dovodi do disocijacije aktiviranog alfa proteina od beta-gama. Aktivni transducin-alfa uzrokuje povećanje aktivnosti ciklične GMP fosfodiesteraze, čime se snižava koncentracija cGMP koji je intracelularni sekundarni-glasnik. Sniženje cGMP koncentracije dovodi do zatvaranja cGMP-regulisanih  i  jonskih kanala i hiperpolarizacije membranskog potencijala. Ovaj lanac signalnih događaja se takođe zove "kičmenjačka fototransdukciona kaskada".
Do okončanja transducinove aktivnosti dolazi kad se (aktivni) GTP vezan za transducin hidrolizuje u transducin-GDP. Ovaj proces je ubrzan kompleksom koji sadrži RGS (Regulator G-proteinske signalizacije)-protein i gama-podjedinicu efektora, cikličnu GMP fosfodiesterazu.

## Literatura
1. ↑  Lerea CL, Somers DE, Hurley JB, Klock IB, Bunt-Milam AH (1986). „Identification of specific transducin alpha subunits in retinal rod and cone photoreceptors”. Science. 234 (4772): 77—80. PMID 3529395.
2. ↑  Hargrave PA, Hamm HE, Hofmann KP (1993). „Interaction of rhodopsin with the G-protein, transducin”. Bioessays. 15 (1): 43—50. PMID 8466475. doi:10.1002/bies.950150107.
3. ↑  Downs MA, Arimoto R, Marshall GR, Kisselev OG (2006). „G-protein alpha and beta-gamma subunits interact with conformationally distinct signaling states of rhodopsin”. Vision Res. 46 (27): 4442—8. PMID 16989885. doi:10.1016/j.visres.2006.07.021.

## Spoljašnje veze
- Transducin на 